# Јевгениј Лисовец
Јевгениј Сергејевич Лисовец (рус. Евгений Сергеевич Лисовец, блр. Яўген Лісавец — Гродно, 12. новембар 1994) професионални је белоруски хокејаш на леду који игра на позицијама одбрамбеног играча.
Члан је сениорске репрезентације Белорусије за коју је на међународној сцени дебитовао на светском првенству 2015. године.
Од 2013. игра у Динаму из Минска.